# Fiuggi
Fiuggi é uma comuna italiana da região do Lácio, província de Frosinone, com cerca de 8.763 habitantes. Estende-se por uma área de 33 km², tendo uma densidade populacional de 266 hab/km². Faz fronteira com Acuto, Ferentino, Guarcino, Piglio, Torre Cajetani, Trevi nel Lazio, Trivigliano.

## Demografia
| Variação demográfica do município entre 1861 e 2011                               |
|                                                                                   |
| Fonte: Istituto Nazionale di Statistica (ISTAT) - Elaboração gráfica da Wikipedia |